# Sovereign Light Café
Singles de Keane
Disconnected
(2012)
Pistes de Strangeland
Watch How You Go On the Road
Sovereign Light Café est une chanson du groupe de rock britannique Keane. Il s'agit du troisième single de l'album Strangeland et est sorti le 23 juillet 2012.

## Vidéoclip
Le clip de la chanson a été réalisé à Bexhill-on-Sea, en Angleterre. Il montre le chanteur Tom Chaplin marchant le long d'une promenade et croisant tout plein de gens. Vers la fin du clip, il retrouve les autres membres du groupe.